# Oblast' dell'armata del Don
L'oblast' dell'armata del Don (in russo Область Войска Донского?, Oblast' Vojska Donskogo) era un'unità amministrativa dell'Impero russo che esistette tra il 1786 e il 1918 nella parte centrale e inferiore del Don. La sua capitale fu la città di Čerkassk fino al 1805, in seguito spostata a Novočerkassk. L'oblast' prende il nome dai cosacchi del Don.

## Storia
L'oblast fu creata nel 1786 come "Terra dell'armata del Don" e fu ribattezzata oblast' dell'armata del Don nel 1870. Riuniva la regione in cui si erano stabiliti i cosacchi del Don dal XVI secolo.
Nel 1917 l'atamano Kaledin si rifiutò di riconoscere il nuovo potere bolscevico e oppose una resistenza armata. Nel febbraio 1918 le forze cosacche furono sconfitte dall'Armata Rossa. L'atamano si suicidò e il suo successore, Anatolij Nazarov, viene giustiziato dai Rossi. L'oblast' lasciò il suo posto alla Repubblica sovietica del Don, di breve durata, che fu rovesciata da una rivolta cosacca nel marzo 1918. La regione divenne, per tutta la durata della guerra civile russa, la Repubblica del Don (Всевеликое войско донское).
Il territorio dell'ex oblast' dell'armata del Don comprendeva le terre che oggi sono comprese nelle oblast' di Rostov e Volgograd della Federazione Russa, e nelle oblast' di Luhans'k e Donec'k dell'Ucraina.

## Governo
L'oblast' era guidata da un atamano la cui nomina era soggetta all'approvazione dell'imperatore. Dal 1801 al 1818 il generale Matvej Platov fu l'atamano del Don e comandò le truppe cosacche durante le guerre napoleoniche. L'ultimo atamano prima della rivoluzione fu il generale Grabbe.

## Geografia
Situata nel corso medio e inferiore del fiume Don nella Russia sud-occidentale dell'Europa, l'oblast' comprendeva la foce del fiume e una piccola porzione della costa del Mar d'Azov. Confinava a ovest con i governatorati di Ekaterinoslav, Charkiv e Voronež, a nord con quello di Saratov, a est con il governatorato di Astrachan' e a sud con il governatorato di Stavropol' e l'oblast' del Kuban'. L'area dell'oblast' era di 143 128 verste quadrate (corrispondenti a circa 152700 km²), quasi interamente all'interno del bacino del Don.

## Amministrazione
L'oblast' dell'armata del Don era divisa in nove okrug (distretti), che secondo il censimento del 1897 includevano le seguenti popolazioni:
| Okrug                   | Russi | Ucraini | Tedeschi | Calmucchi | Armeni | Ebrei |
| ----------------------- | ----- | ------- | -------- | --------- | ------ | ----- |
| Oblast' nel suo insieme | 66,8% | 28,1%   | 1,4%     | 1,3%      | 1,1%   | …     |
| Doneckij                | 60,0% | 38,9%   | …        | …         | …      | …     |
| Donskoj 1°              | 86,6% | 11,6%   | …        | …         | …      | …     |
| Donskoj 2°              | 89,6% | 8,7%    | …        | …         | …      | …     |
| Rostovskij              | 53,3% | 33,6%   | 1,0%     | …         | 6,9%   | 3,3%  |
| Sal'skij                | 32,1% | 29,3%   | 1,0%     | 36,8%     | …      | …     |
| Taganrogskij            | 31,7% | 61,7%   | 4,6%     | …         | …      | …     |
| Ust'-Medvedickij        | 87,0% | 10,6%   | 2,0%     | …         | …      | …     |
| Chopërskij              | 92,8% | 6,8%    | …        | …         | …      | …     |
| Čerkasskij              | 78,9% | 18,9%   | …        | …         | …      | …     |

- Okrug del Donec (12 190 abitanti nella stanica di Kamenskaja) per una superficie di 24 659 verste quadrate e 455 819 abitanti
- 1º Okrug del Don (9 267 abitanti nella stanica di Konstantinovskaja stanica) per una superficie di 15 415 verste quadrate e 271 790 abitanti
- 2º Okrug del Don (6 780 abitanti nella stanica di Nižne-Črskaja) per una superficie di 23 219 verste quadrate e 239 055 abitanti
- Okrug di Rostov (119 476 abitanti a Rostov sul Don) per una superficie di 6 012 verste quadrate e 369 732 abitanti
- Okrug del Sal (5 583 abitanti nella stanica di Velikoknjažeskaja) per una superficie di 18 961 verste quadrate e 76 297 abitanti
- Okrug di Taganrog (51 437 abitanti a Taganrog) per una superficie di 12 229 verste quadrate e 412 995 abitanti
- Okrug di Ust'-Medvedickaja (5 805 abitanti nella stanica di Ust'-Medvedickaja) per una superficie di 18 082 verste quadrate e 246 830 abitanti
- Okrug del Chopër (11 286 abitanti nella stanica di Urjupinskaja stanica) per una superficie di 15 861 verste quadrate e 251 498 abitanti
- Okrug di Čerkassk (51 963 abitanti a Novočerkassk) per una superficie di 9 750 verste quadrate e 240 222 abitanti

## Popolazione
Secondo il censimento sovietico del 1897 l'oblast' aveva una popolazione totale di 1 712 898 abitanti, con circa il 40-45% di cosacchi. Le principali nazionalità rappresentate erano i russi e gli ucraini, con una forte minoranza di calmucchi residenti nell'okrug di Sal. L'okrug di Rostov aveva una vasta comunità armena (più di 25 000 persone) e l'okrug di Taganrog aveva un'importante minoranza tedesca (quasi il 5% della popolazione nel 1897).